# 孢子 (游戏)
《Spore》是一个Maxis开发的由多种游戏类型整合的电脑游戏。游戏让玩家控制一个物种，使之从单细胞开始进化到智慧生命，再進化到太空文明，擊敗外星敵人，達成游戲目標。

## 遊戲類型
威爾稱呼《Spore》為大型平行單人遊戲，即時性的多人遊戲不是《Spore》的特色。玩家的創造物將會上傳到一個中央資料庫（或以peer-to-peer，P2P的系統），編入目錄，與及計算質素（依據多少玩家下載來分析），而再分配到其他玩家的遊戲中。傳送資料的容量將非常微小，每件物體約為數KB（詳情請參考XML技術）
將會有控制裝置來限制下載的物件，從“不下載玩家創造物件”到“Maxis官方物件”到“指定好友物件”等等。
孢子》让玩家能够将一个物种从微生物发展为复杂的生物，然后发展为社会性、智慧的生物，最后主宰地球，最后飞入太空，与银河系各地的外星物种互动。在整个游戏过程中，玩家的视角和物种都会发生巨大变化。
游戏分为不同的“阶段”。一个阶段的结果会影响玩家在下一个阶段面临的初始条件和升级。每个阶段都展现出独特的游戏风格，开发人员称其比前一个阶段复杂十倍。阶段通常包含可选任务；玩家完成任务后，会获得奖励，例如新能力或金钱。如果玩家的所有创造物在某个时间点被消灭，该物种将在其最近的殖民地或阶段开始时 重生。
与许多其他 Maxis 游戏不同， 《孢子》有一个主要获胜条件，即到达位于银河系中心的超大质量黑洞并获得“生命之杖”即可获得。但是，玩家可以在实现任何目标后继续游戏。如果玩家只最低限度地使用编辑器，游戏的前四个阶段将需要长达 15 小时才能完成，但最短可能需要一到两个小时。请注意，任何阶段都没有时间限制：玩家可以停留在单个阶段，并在准备好时进入下一个阶段。在每个阶段结束时，玩家的行为会导致他们的生物被分配一个特征或后果特征。每个阶段都有三个后果特征，通常基于该阶段的攻击性或和平性。特征决定了生物将如何开始下一个阶段，并赋予它可在游戏后期使用的能力。

## 游戏玩法
在游戲《孢子》中，玩家能够将一个物种从微生物发展为复杂的生物，然后发展为具有社会性與智慧的生物，主宰地球，飛往太空，与银河系各地的外星物种互动。在整个游戏的过程中，玩家的视角和物种都会发生巨大的变化。
游戏分为不同的“阶段”。每個阶段的结果会影响玩家在下一个阶段面临的初始条件和升级。每个阶段都展现出独特的游戏风格，开发人员称每後一個階段都比前一个阶段复杂數倍。阶段通常包含可選的獎勵性任务；玩家完成后將会获得奖励，如新能力或金钱。如果玩家的所有创造物在某个时间点被消灭，该物种将在其最近的殖民地或阶段开始时重生。与许多其他 Maxis 游戏不同， 《孢子》有一个主要获胜条件，即到达位于银河系中心的超大质量黑洞并获得“生命之杖”即可获得。但是，玩家可以在实现任何目标后继续游戏。如果玩家只最低限度地使用编辑器，游戏的前四个阶段将需要长达 15 小时才能完成，但最短可能需要一到两个小时。此外，游戲中任何阶段都没有时间限制：玩家可以停留在单个阶段，并在准备好时进入下一个阶段。在每个阶段结束时，玩家的行为会导致他们的生物被分配一个特征或后果特征。每个阶段都有三个后果特征，通常基于该阶段的攻击性或和平性。特征决定了生物将如何开始下一个阶段，并赋予它可在游戏后期使用的能力。

### 階段
《孢子》是一款分为多个阶段的游戏，每个阶段都提供不同类型的体验，并需要实现不同的目标。五个阶段分别是细胞阶段、動物阶段、部落阶段、文明阶段和太空阶段。完成主要目标后，玩家可以选择进入下一阶段，或继续玩当前阶段。

#### 细胞階段
细胞阶段（有时也称为潮池、细胞或微生物阶段）是游戏中的第一个阶段，以电影形式解释玩家的细胞如何通过科学的胚种论概念来到星球上，一颗流星撞上星球的海洋并解体，露出一个单细胞生物。玩家在单个 2D 平面上的3D 环境中引导这种简单的微生物，它必须处理流体动力学和捕食者，同时吃肉块或植物。玩家可以在开始阶段之前选择生物是食草动物还是食肉动物。玩家可以寻找“流星碎片”或杀死其他细胞以找到可以升级生物的部件，通过增加电力、毒药或其他部件等能力。一旦玩家控制的“細胞”獲得了某个部位，玩家便可呼叫伴侣进入编辑器，通过花费在阶段中吃肉块或植物获得的“DNA 点数”来修改微生物的形状、能力和外观。
细胞在细胞阶段的饮食习惯会直接影响其在生物阶段的饮食，并且只有适合在细胞阶段建立的饮食（食草动物、食肉动物或杂食动物）的嘴才会在生物阶段可用。一旦生物「长出」大脑并且玩家决定进入下一阶段，就会出现生物编辑器，提示用户在转向着陆之前添加腿。生物编辑器的不同之处在于它使玩家能够对生物的体形和长度进行重大更改，并将部件放置在三维空间中，而不是像细胞编辑器那样从上向下查看。

#### 生物階段
在生物阶段，玩家创造自己的陆地生物，并计划让它们生活在一个大陆上。如果玩家试图游到另一个岛屿，一个不明怪物会吃掉玩家，并警告玩家不要再来。生物圈包含各种动物物种，肉食动物和杂食动物可以捕食这些动物，以及供食草动物和杂食动物捕食的果实植物。在这个阶段，玩家生物的饥饿值和健康值都成为衡量指标；饥饿值耗尽会导致健康值耗尽，除非玩家生物吃掉食物，否则最终会死亡。
在生物阶段，玩家拥有一个自己的巢穴，里面住着自己物种的成员。巢穴是玩家死亡后重生的地方，也是失去生命值的恢复点。其他物种的巢穴遍布整个大陆。在与它们互动时，玩家可以选择「社交」或「攻击」；玩家与其他生物的互动方式会影响他们对玩家物种的看法。例如，通过模仿他们的社交行为（唱歌、跳舞等），NPC 生物最终会将玩家视为盟友，但如果玩家伤害了他们物种的成员，他们会逃跑或在看到他们时变得具有攻击性。玩家可以在盟友巢穴中治疗并将盟友生物添加到他们的群体中。「史诗」生物是罕见的攻击性生物，身高是玩家的二十倍以上，在生物阶段占有重要地位。玩家不能与史诗生物进行社交互动。还有「流氓」生物，可以结交或攻击。此外，宇宙飞船可能会出现在这个阶段并绑架生物。
生物阶段的进展取决于玩家决定是否与其他物种交朋友或攻击其他物种，这些决定将影响玩家物种在游戏后续阶段的能力。成功的社交和狩猎将获得 DNA 点数，玩家亦可通過某个物种结盟或毀滅該物种而获得更多点数。DNA點數可购买不同新的身体部位，或在生物编辑器中放置新的身體部位。更昂贵的部件将进一步提升玩家生物的互动能力，以及獲取飞行能力、增加速度或增强體力等能力。玩家完成编辑后，随着玩家生物孵化，新一代进化的生物将出现在巢穴中。随着玩家生物与更多生物交友或狩猎更多生物，其智力和体型会增加，直到可以形成一个部落。

#### 部落階段
当玩家所属种族的大脑进化到一定程度后，该种族便会进入部落阶段。种族的设计将永久存在，玩家将放弃对单个生物的控制，转而控制整个部落群体，因为游戏的重点是该种族分工的诞生。 玩家将获得一间小屋、一群最多 12 个完全进化的生物，以及六种可能的后果能力中的两种，这些能力将根据种族在前几个阶段的行为解锁。这只有在玩家玩过前几个阶段时才有可能；如果玩家直接从「银河屏幕」开始，则它们将被锁定。
此阶段的游戏玩法类似于RTS。玩家不再控制一个生物，而是控制整个部落，并可以向他们发出命令，例如采集食物、攻击其他部落或简单地移动到某个位置。玩家可以给部落提供武器、乐器和治疗或采集食物的工具等工具。而食物則取代“DNA 点”成为玩家的货币，可用于购买建筑物和额外的部落成员，或用于安抚不同物种的其他部落。部落成员还可以选择穿衣服，对衣服的编辑取代了“部落装备”中的生物编辑器。
使用石斧、长矛和火把等武器可以使战斗更有效。为了进行社交，玩家可以获得乐器：木号、沙球和迪吉里杜管。各种工具可用于钓鱼、采集食物以及治疗部落成员。但是，所有工具都需要专门的工具棚，建造工具棚需要花费食物。部落成员也可以采集食物，这是一个基本概念。食物可能被野生动物或其他部落以突袭的形式偷走。
玩家在前几个阶段所选择的饮食，无论是食草动物、杂食动物还是肉食动物，决定了部落可以采集和食用的食物。可以猎杀动物获取肉食，也可以用鱼叉捕获鱼类或海藻获取食物。可以从树木和灌木丛中采集水果，玩家还可以驯养动物获取蛋，所有饮食类型都可以食用蛋。在生物阶段，玩家包中的任何外来动物都会自动作为农场动物添加到部落中。史诗生物可能会威胁巢穴或部落。盟军部落偶尔会给玩家带来食物礼物。玩家可以从其他部落偷取食物（尽管这会激怒他们），而死去的部落可能会被掠夺以获取食物。
玩家的部落旁边还会有五个其他部落出现。每结盟或消灭一个部落，就会建造一块图腾柱，这可以增加玩家部落的人口上限或获得新工具和新衣服。当所有五个部落都结盟或被征服时，玩家可以进入文明阶段。

#### 文明階段
部落阶段的事件让玩家的部落成为了星球的主导物种，但该物种本身现已分裂成许多独立的国家。玩家保留对一个国家和一座城市的控制权。文明阶段的目标是控制整个星球，玩家可以决定是否使用军事力量、外交或宗教影响来征服它。两个新的编辑器（建筑和车辆编辑器）用于创建城市建筑和车辆。玩家可以在市政厅（也可以定制）周围放置三种类型的建筑（房屋、工厂和娱乐场所），并且可以在每个城市建造最多 3 种类型的车辆（海上、陆地和空中）。这些车辆用于军事、经济或宗教目的。主要货币单位是“Sporebucks”，用于购买车辆和建筑物。为了赚取收入，玩家可以占领香料喷泉并在其位置设置香料井架，进行贸易或建造工厂。
与大多数实时战略游戏一样，建造车辆和建筑物也存在容量限制；建造房屋将增加上限，而建造彼此相邻的多座建筑物将提供生产力奖励或赤字。
其他国家的存在要求玩家继续使用军事力量、宣传或简单地购买城市来扩张帝国。玩家可以根据所拥有的城市类型选择统治全球的方式。军事国家完全通过攻击其他城市来发展。具有宗教特质的国家会建造特殊的传教单位，通过宗教宣传来改变其他城市。同样，经济国家只通过贸易进行交流，并且没有武器（防御炮塔除外）。如果玩家的国家占领了不同类型的城市，他们可以选择让城市保留其原始类型，或者将其转变为与占领时的类型相匹配。所有三种意识形态路线的玩家最终都可以使用超级武器，这需要大量的城市和孢子币，但会让玩家比对手国家具有明显的优势。除了敌国之外，史诗生物也可能威胁到个别城市。

#### 太空階段
随着玩家的种族开始在银河系中传播，太空阶段提供了新的目标和路径。游戏采用了平庸原则，因为银河系中散布着无数生命形式。
玩家將控制一艘在太空阶段开始时建造的宇宙飞船。玩家可以通过点击其他行星、卫星和恒星进行旅行，但每次跳跃都需要消耗能量。在游戏后期，玩家可以购买虫洞钥匙，使他们能够穿越黑洞，从而可以立即到达姊妹黑洞。游戏星系中有大约 500,000 颗行星围绕 100,000 颗恒星（包括地球及其恒星太阳）运行。
玩家可以访问和探索所有岩石行星，了解它们的所有生命形态和地质结构。这些行星也可以进行改造和殖民。殖民新世界可以让玩家的文明更具影响力，并增加收入。
游戲中，玩家可与其他太空文明或“帝国”接触，这些文明拥有许多不同的態度和世界观，从愿意结盟的外交和礼貌物种，到更愿意发动战争的不信任、狂热的帝国，而完成帝国的任务可以改善玩家与他们的关系，贸易和协助抵御攻击亦可達成這樣的目的。当玩家与帝国结盟时，玩家將可向帝国寻求某些好处。而當玩家与帝国成为敌人時，帝國將派出一支小型舰队进入玩家的领土攻击玩家的飞船。
太空阶段的主要目标之一是让玩家向银河系中心的超大质量黑洞前进，从而引入游戏的最终对手 Grox，这是一种独特的电子外星人，拥有一个由 2,400 个星系围绕核心的强大帝国。到达银河系中心并进入后，会播放一段电影，玩家会在其中认识史蒂夫。在与史蒂夫的电影对话结束后，玩家会被射出黑洞，并获得生命权杖作为奖励。游戏中的另一个主要目标是消灭 Grox，这将获得一项成就。

## 未解之謎
在太空階段中，可以找到不同的工藝品。在這些工藝品中，有不少都有一個連貫的故事。
從這些故事中，會帶出幾個謎題，例如：Grox到底是誰創造？地球的人類到底去了那裡？為什麼Grox要消滅企圖接近銀河中心的人？等等的問題。
Grox是地球最後一個人類創造的，地球的人類最後死了，Grox有了意識，不過因為創做牠的人死了，所以是沒有人類，最後一個人類創做了所有星球的生物，這遊戲有兩個結局，知道以上的和打敗Grox...

## 編輯器
《Spore》的主要概念為接件所有事物都能由玩家創造。威爾·萊特指出，為了簡易化，所有編輯器都會相類似。
各種的編輯器，類型上分為生物編輯器、載具編輯器（分為陸上、海上、天上和UFO）、建築物編輯器（分為市中心、工廠、居住和娛樂）。
各種編輯器所用的「貨幣」不同，請參考各階段的條目
編輯器會隨遊戲階段而開放使用。

### Spore生物创造器
Spore生物创造器（Spore Creature Creator）是游戏的一个非必需组件，它先于游戏开发完成，并于2008年6月17日独立发布。玩家通过创造器中提供的228種躯体组件来设计生物，并为生物着色，而创造器则根据玩家选择的组件来确定该种生物的叫声，行为以及某些特殊能力。Spore生物创造器基本上可視為该遊戲的試玩版。
创造器还提供一个测试生物的平台，生物在测试平台上的诸种表现可以被录制为AVI影音文件并自动上传到YouTube，或生成gif动画。
玩家可以选择将生物发布到Spore百科（Sporepedia）中，据EA统计，创造器发布仅18天，玩家就上传了1,589,000种生物，设计师威尔·莱特在7月14日的E3展会上幽默地将这说成“玩家已经高效地完成了上帝38%的工作”。

## 特別版
特别版《孢子：銀河版》会包含由国家地理频道制作的《Making of Spore》和《How to Build a Better Being》的DVD光碟，孢子藝術集小册子，一张海报和银河手册。